# Phalacropterix melasoma
Phalacropterix melasoma är en fjärilsart som beskrevs av Otto Staudinger 1861. Phalacropterix melasoma ingår i släktet Phalacropterix och familjen säckspinnare. Inga underarter finns listade i Catalogue of Life.